# 佐藤昌文
佐藤 昌文（さとう まさふみ）は、日本の男性アニメーション演出家、アニメーション監督。
「佐藤昌文」「佐藤まさふみ」「さとうまさふみ」の名前でクレジットされる。近年の活動はほぼ「佐藤まさふみ」名義に統一されている。

## 来歴
動画工房出身。作画スタッフとして活躍の後2000年代前半より演出家に転向し、サンシャインコーポレーションを中心に活躍していた。『おねがいマイメロディ』のサンシャイン制作協力回の演出を担当して以降は森脇真琴監督作品への参加が増え、『ジュエルペット きら☆デコッ！』、『プリパラ』では助監督も担当している。スタジオガッツやスタジオコメットでの仕事も多いが、現在はタツノコプロに席を置いている。
2007年の『Saint October』で初監督を果たし、2014年の『デンキ街の本屋さん』、2021年の『チート薬師のスローライフ〜異世界に作ろうドラッグストア〜』で監督を務める。これらの監督作品では脚本や絵コンテ・演出などに森脇真琴が関与している作品も多い。

## 参加作品

### テレビアニメ
1987年
- 機甲戦記ドラグナー（1987年 - 1988年、動画）

1992年
- ヤダモン（1992年 - 1993年、原画）
- 姫ちゃんのリボン（1992年 - 1993年、原画）

1994年
- 赤ずきんチャチャ（1994年 - 1995年、原画）

1995年
- H2（1995年 - 1996年、原画）

1996年
- こちら葛飾区亀有公園前派出所（1996年 - 2004年、原画）

1997年
- ポケットモンスター（1997年 - 2002年、作画監督・原画）

1998年
- 快傑蒸気探偵団 TV ANIMATION SERIES（1998年 - 1999年、原画）

1999年
- コレクター・ユイ（1999年 - 2000年、原画）
- To Heart（原画）
- それゆけ!宇宙戦艦ヤマモト・ヨーコ（原画）
- ビックリマン2000（1999年 - 2000年、原画）
- 地球防衛企業ダイ・ガード（1999年 - 2000年、原画）

2000年
- とっとこハム太郎（2000年 - 2006年、原画）

2001年
- 破邪巨星Gダンガイオー（原画）
- 超GALS!寿蘭（2001年 - 2002年、絵コンテ）
- 学園戦記ムリョウ（原画）

2002年
- 天地無用! GXP（原画）
- 東京アンダーグラウンド（絵コンテ・演出）
- 神世紀伝マーズ（2002年 - 2003年、絵コンテ・演出）

2003年
- ストラトス・フォー（演出）
- E'S OTHERWISE（絵コンテ・演出）
- マーメイドメロディー ぴちぴちピッチ ピュア（原画）
- ソニックX（絵コンテ・演出）
- 最遊記RELOAD（絵コンテ・演出）

2004年
- ケロロ軍曹（2004年 - 2011年、絵コンテ・演出）
- スクールランブル（絵コンテ・演出）
- せんせいのお時間（絵コンテ・演出）

2005年
- おねがいマイメロディ（絵コンテ・演出）
- UG☆アルティメットガール（絵コンテ）

2006年
- スクールランブル 二学期（絵コンテ・演出）
- おねがいマイメロディ すっきり♪（絵コンテ・演出）
- ひまわりっ!（演出）
- おとぎ銃士 赤ずきん（2006年 - 2007年、演出）
- パッタ ポッタ モン太（絵コンテ）

2007年
- Saint October（監督・絵コンテ・演出）
- こどものじかん（絵コンテ・演出）

2008年
- ヤッターマン（2008年 - 2009年、絵コンテ・演出）
- 狂乱家族日記（絵コンテ・演出・ED演出）
- おねがい♪マイメロディ きららっ★（2008年 - 2009年、絵コンテ）

2009年
- MAGIC GIRLS（2009年 - 2010年、絵コンテ・演出）
- ひめチェン!おとぎちっくアイドル リルぷりっ（2009年 - 2010年、絵コンテ・演出）
- 戦場のヴァルキュリア（絵コンテ）

2010年
- 薄桜鬼（原画）

2011年
- べるぜバブ（2011年 - 2012年、絵コンテ・演出）
- ダンボール戦機（絵コンテ・演出）

2012年
- 探偵オペラ ミルキィホームズ 第2幕（絵コンテ・演出）
- ジュエルペット きら☆デコッ!（2012年 - 2013年、助監督・絵コンテ・演出）

2013年
- ジュエルペット ハッピネス（絵コンテ・演出）
- ダンボール戦機WARS（絵コンテ・演出・原画）

2014年
- デンキ街の本屋さん（監督・絵コンテ・演出・挿入歌作詞作曲）

2015年
- プリパラ（2015年 - 2017年、助監督・脚本・絵コンテ・演出・プリパラライブ演出）

2017年
- アイドルタイムプリパラ（2017年 - 2018年、副監督・演出・プリパラライブ演出）

2018年
- キラッとプリ☆チャン（プリ☆チャンライブ演出）
- 百錬の覇王と聖約の戦乙女（絵コンテ・演出・作画監督）

2019年
- B-PROJECT〜絶頂*エモーション〜（演出）
- RobiHachi（絵コンテ・演出）
- 魔入りました!入間くん（演出）

2020年
- ぼくのとなりに暗黒破壊神がいます。（絵コンテ）

2021年
- チート薬師のスローライフ〜異世界に作ろうドラッグストア〜（監督）
- MUTEKING THE Dancing HERO（副監督・バトルダンスディレクター）

2022年
- 東京ミュウミュウ にゅ〜♡（2022年 - 2023年、絵コンテ・演出）

2023年
- おかしな転生（演出）

2024年
- 変人のサラダボウル（監督・絵コンテ・演出）

2025年
- 白豚貴族ですが前世の記憶が生えたのでひよこな弟育てます（監督・絵コンテ・演出）

### 劇場アニメ
1986年
- キン肉マン ニューヨーク危機一髪!（動画）

2015年
- クレヨンしんちゃん オラの引越し物語 サボテン大襲撃（演出）

2016年
- プリパラ み～んなのあこがれ♪レッツゴー☆プリパリ（助監督・絵コンテ・演出）

### OVA
1991年
- 超人ロック 新世界戦隊（原画）

1992年
- 絶愛-1989-（原画）

1994年
- KIZUNA -絆-（動画チェック）
- 高校武闘伝 クローズ2（動画チェック）
- 放課後の職員室（原画）
- 銀河英雄伝説（第3期、動画チェック）

1995年
- ダーティペア FLASH2（原画）
- 新海底軍艦（原画）

1996年
- 銀河帝国の滅亡・外伝 蒼き狼たちの伝説（原画） ※18禁・BL

1998年
- ビ・ヨンド（原画）※18禁
- 新世紀GPXサイバーフォーミュラSIN（1998年 - 2000年、原画）

### Webアニメ
- アイドルランドプリパラ（2021年、絵コンテ・演出・プリパラライブ演出）